# Nitidulinae
Sous-famille
Nitidulinae est une sous-famille de coléoptères se nourrissant de sève de la famille des Nitidulidae. Il existe environ 17 genres et au moins 70 espèces décrites dans les Nitidulinae.

## Genres

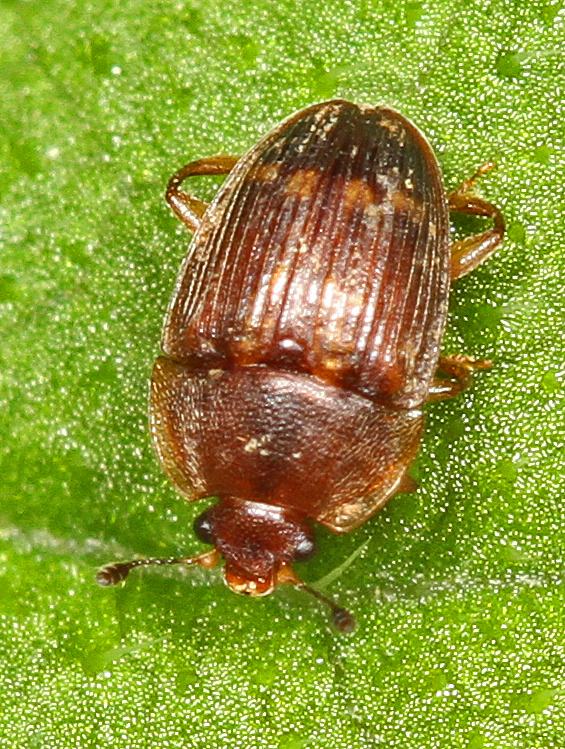
Stelidota geminata

Les 17 des quelque 110 genres appartenant à la sous-famille des Nitidulinae sont,, :
- Aethina Erichson, 1843
- Amphotis Erichson, 1843
- Camptodes Erichson, 1843
- Cychramus Kugelann, 1794
- Cyllodes Erichson, 1843
- Lobiopa Erichson, 1843
- Nitidula Fabricius, 1775
- Omosita Erichson, 1843
- Orthopeplus Horn, 1879
- Oxycnemus Erichson, 1843
- Pallodes Erichson, 1843
- Phenolia Erichson, 1843
- Pocadius Erichson, 1843
- Psilopyga LeConte, 1853
- Soronia Erichson, 1843
- Stelidota Erichson, 1843
- Thalycra Erichson, 1843